# Doliocarpus novogranatensis
Doliocarpus novogranatensis är en tvåhjärtbladig växtart som beskrevs av Kubitzki. Doliocarpus novogranatensis ingår i släktet Doliocarpus och familjen Dilleniaceae. Inga underarter finns listade i Catalogue of Life.